# Loenatik: de moevie
Loenatik: de moevie is een Nederlandse film uit 2002 die er kwam in navolging van de televisieserie Loenatik.

## Verhaal
Het dak van de kliniek Zonnedael staat op instorten. De patiënten moeten verplaatst worden naar een andere kliniek. Eenmaal daar kunnen ze maar moeilijk met de regelgeving omgaan en willen ze weer gauw terug naar hun vertrouwde Zonnedael. Zo loopt iedere cliënt in dezelfde kleding, mag je het terrein niet af en worden cliënten mishandeld.

## Opnamelocaties
Een deel van de film is opgenomen in Rotterdam. Zo is de scène dat Bep door een fonteinvijver loopt op het Hofplein opgenomen en de scène dat de groep cliënten door de politie wordt benaderd opgenomen aan de Karel Doormanstraat. De verschillende scènes, waarin Dokter Doolittle per metro reist is op de Rotterdamse metrostations Wilhelminaplein en De Tochten opgenomen. Verder is de film onder andere opgenomen in het Cavaleriemuseum en het brugrestaurant dat boven de A4 bij Hoofddorp ligt. De nieuwe liefde van Bep werd gefilmd op landgoed Waterland.
In tegenstelling tot de serie is Zonnedael niet gefilmd op Landgoed Elswout, maar op Landgoed Ockenburgh bij Den Haag.

## Rolverdeling
| Personage                         | Acteur/actrice            |
| --------------------------------- | ------------------------- |
| Bep Brul                          | Karen van Holst Pellekaan |
| De Majoor                         | Martin van Waardenberg    |
| Dokter Doolittle                  | John Buijsman             |
| Fats                              | Dick van den Toorn        |
| Mevrouw de Haas                   | Judith Bovenberg          |
| Bomhoff                           | Walter Crommelin          |
| Zuster ten Hoeven                 | Jacqueline Blom           |
| Suppoost                          | Piet Kamerman             |
| Hellemans (directrice gekkenhuis) | Ria Eimers                |
| Aadje                             | Adriaan Adriaanse         |
| A.M.J. Hagenstein-Huygens         | Gijs Scholten van Aschat  |
| Butler Jan-Joris                  | Serge-Henri Valcke        |
| Boerin                            | Annet Malherbe            |
| Piccolo                           | Paul Rigter               |